# 藤原菅雄
藤原 菅雄（ふじわら の すがお）は、平安時代初期から前期にかけての貴族。藤原式家、中納言・藤原種継の孫。刑部卿（一説に刑部大輔）・藤原山人の子。官位は正五位下・民部大輔。

## 経歴
仁明朝での蔵人を経て、承和11年（844年）従五位下に叙せられ、翌承和12年（845年）常陸介に任ぜられる。
嘉祥3年（850年）3月仁明天皇の崩御にあたり固関使として美濃国不破関に派遣され（この時は散位）、同年民部少輔次いで木工頭に任ぜられる。仁寿2年（852年）近江介、斉衡2年（855年）従五位上。
天安2年（858年）文徳天皇の崩御に伴い、再び固関使となり今度は伊勢国鈴鹿関に派遣される（この時は散位）。清和朝では、天安3年（859年）民部少輔、貞観3年（861年）民部大輔、貞観5年（863年）に正五位下に叙任された。
藤原氏の儒士の始祖とされる。

## 官歴
注記のないものは『六国史』による。
- 時期不詳：正六位上。蔵人[1]
- 承和11年（844年） 正月7日：従五位下
- 承和12年（845年） 正月11日：常陸介
- 嘉祥3年（850年） 5月19日：民部少輔。8月5日：木工頭
- 仁寿2年（852年） 正月15日：近江介
- 斉衡2年（855年） 正月7日：従五位上
- 天安3年（859年） 2月13日：民部少輔
- 貞観3年（861年） 正月13日：民部大輔
- 貞観5年（863年） 正月7日：正五位下

## 系譜
『尊卑分脈』による。
- 父：藤原山人
- 母：菅野真道の娘
- 妻：伴氏
  - 男子：藤原佐世（847-897）
- 生母不詳の子女
  - 男子：藤原有世